# نیروهای سواره‌نظام، ارتش ویرجینیای شمالی

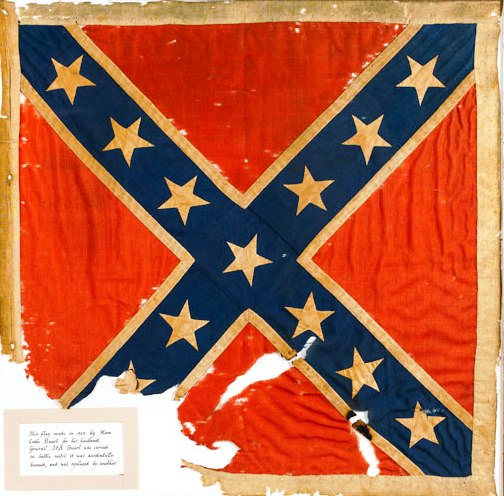
پرچم منتسب به نیروهای سواره‌نظام ارتش ایالات مؤتلفه و ارتش ویرجینیای شمالی

نیروهای سواره‌نظام، ارتش ویرجینیای شمالی (انگلیسی: Cavalry Corps, Army of Northern Virginia) یک واحد سازمان‌یافتهٔ سواره‌نظام از ارتش ایالات مؤتلفه و ارتش ویرجینیای شمالی در طول جنگ داخلی آمریکا بود. این واحد در اواخر سال ۱۸۶۱ به عنوان تیپ یک اعلام وجود نمود. سپاه مقابل این نیرو در جناح مقابل، نیروری سواره‌نظام ارتش اتحادیه بود.